# Saint-Jean-de-Bonneval

Saint-Jean-de-Bonneval este o comună în departamentul Aube din nord-estul Franței. În anul 2009 avea o populație de 383 de locuitori.